# Comuna Kolodiivka, Pidvolociîsk
Kolodiivka (în ucraineană Колодіївка) este o comună în raionul Pidvolociîsk, regiunea Ternopil, Ucraina, formată din satele Kolodiivka (reședința) și Panasivka.

## Demografie
Componența lingvistică a comunei Kolodiivka
     Ucraineană (99,6%)
     Alte limbi (0,4%)
Conform recensământului din 2001, majoritatea populației comunei Kolodiivka era vorbitoare de ucraineană (99,6%), existând în minoritate și vorbitori de alte limbi.